# Raionul Saldus
Saldus este un raion în Letonia.